# Rohto Pharmaceutical
Công ty Dược phẩm Rohto (Tiếng Nhật: ロート製薬株式会社, phiên âm: Rōto Seiyaku Kabushiki-gaisha, tiếng Anh: Rohto Pharmaceutical Co., Ltd.) là một tập đoàn đa quốc gia và thương hiệu cho nhóm hàng tiêu dùng nhanh và thị trường OTC về dược phẩm, công ty có trụ sở tại Quận Ikuno-ku, tỉnh Osaka, Nhật Bản, với các công ty con hiện diện ở Bắc Mỹ, Châu Âu và Châu Á.

## Lịch sử hoạt động
Vào năm 1974, tập đoàn Rohto để mắt tới Công ty Mentholatum. Trong tháng 8 năm 1975, tập đoàn đã mua bản quyền thương hiệu cho Công ty Mentholatum, và bắt đầu bán sản phẩm Mentholatum Ointment và Mentholatum Medicated Lip Stick, đã chứng tỏ là một thành công về tài chính khi doanh thu của công ty tăng vọt lên 2,64 tỷ yen vào tháng 4 năm 1981. Vào tháng 6 năm 1988, Rhoto tiếp tục mua quyền quản lý Công ty Mentholatum sau đó hoàn tất việc sáp nhập thành công ty con.
Tập đoàn Rohto đã thành lập hoạt động tại 15 thị trường lớn, với các thỏa thuận tiếp thị, phân phối tại hơn 150 quốc gia trên toàn cầu. Tập đoàn có hai nhà máy sản xuất tại Nhật Bản và sáu nhà máy sản xuất trên khắp Hoa Kỳ, Anh, Trung Quốc, Việt Nam, Hồng Kông và Indonesia.
Rohto gia nhập thị trường Việt Nam năm 1997, và thành lập cơ sở sản xuất của họ để phục vụ thị trường Châu Á-Thái Bình Dương. Vào giữa năm 2010, Công ty Rohto gia nhập thị trường Ấn Độ và bắt đầu hoạt động trong phân khúc chăm sóc da và chăm sóc da, với các nhãn hiệu nổi tiếng quốc tế của họ, Lipice và Oxy. Đồng thời họ cũng kinh doanh vào thị trường tại Bangladesh.
Với sự hiện diện mạnh mẽ trên khắp các thị trường quốc tế, đến nay công ty hiện có một nguồn nhân lực khoảng 6,355 nhân viên.

## Phân khúc thị trường
Công ty Rohto đang hoạt động trong ba phân khúc người tiêu dùng về:
- Làm đẹp (thông qua mỹ phẩm)
- Sức khỏe (thông qua thực phẩm bổ sung)
- Chữa bệnh (thông qua các loại thuốc không kê đơn)

## Dòng sản phẩm
- Lipice (son môi): Dòng sản phẩm chăm sóc môi bán chạy nhất tại Nhật Bản, Trung Quốc, Hồng Kông, Đài Loan, Việt Nam, Malaysia, Singapore, Thái Lan và Indonesia.
- Oxy B: Các sản phẩm chống mụn trứng cá (mua lại nhãn hiệu OXY Skin Care từ GlaxoSmithKline vào tháng 12 năm 2005)
- Rohto Eyedrops (thuốc nhỏ mắt): bao gồm Rohto Zi rất được hoan nghênh (được trao giải "Sản phẩm chăm sóc mắt mới tốt nhất" trong Giải thưởng Sức khỏe & Sắc đẹp Superdrug năm 1999)
- Sunplay: Đầy đủ các loại kem chống nắng chăm sóc da hàng ngày và sau các sản phẩm chống nắng cung cấp khả năng chống tia cực tím tốt nhất cho các dịp ngoài trời khác nhau.
- BodyIce: lăn khử mùi và xịt khử
- Mentholatum: Toàn bộ chăm sóc da và cơ thể cho nam giới, và da mặt
- Selsun: Dầu gội trị gàu
- Acnelogy: điều trị mụn nhọt (Acne + Dermatology. Sản phẩm bao gồm ba bước chăm sóc da (Bọt điều hòa, Lotion chăm sóc mụn, Tinh chất cô đặc)

## Công ty con
- Công ty TNHH Dược phẩm Rohto (Nhật Bản - Công ty mẹ)
- Mentholatum Australasia Pty. Ltd. (Úc)[5]
- Công ty TNHH Mentholatum (Anh)
- Công ty Mentholatum của (Canada), Limited
- Công ty TNHH Dược phẩm Mentholatum (Trung Quốc)
- Mentholatum Châu Á Thái Bình Dương Ltd. (Hồng Kông)
- Công ty TNHH tư nhân Rohto Pharma (Ấn Độ)
- Mentholatum de (Mexico), S.A. de C.V.
- Mentholatum (Nam Phi) Pty. Ltd.
- Mentholatum Taiwan Ltd. (Đài Loan)
- Phòng thí nghiệm PT Rohto (Indonesia)
- Công ty TNHH Rohto-Mentholatum (Việt Nam)[6]
- Rohto-Mentholatum SDN BHD. (Malaysia)
- Công ty TNHH Rohto-Mentholatum (Thái Lan)
- Công ty TNHH Rohto-Mentholatum (Bangladesh)
- Dax Cosmetics Sp. z o.o. Limited (Ba Lan)

Công ty TNHH Rohto-Mentholatum (Việt Nam): Số 16 VSIP, Đường số 5, Khu công nghiệp Việt Nam – Singapore, Phường Bình Hòa, Thành phố Thuận An, Tỉnh Bình Dương, Việt Nam.